# Dyshabituacja
Dyshabituacja, wygaszanie – powrót reakcji na bodziec bezwarunkowy, wygaszonej wcześniej wskutek wielokrotnego powtórzenia tego bodźca. Dyshabituacja może nastąpić np. wskutek pojawienia się innego rodzaju bodźca w serii bodźców, dla którego wygaszenie nastąpiło.